# 余市町
余市町（よいちちょう）は、北海道後志総合振興局にある町。

## 概要
余市町は小樽市から車で約30分、ニセコ町から車で約70分の距離に位置しており、高速道路の開通に伴い札幌市から60分圏域となるなど、北海道内では比較的アクセスの良い町となっている。北海道内一の生産量を誇るワイン醸造用のヴィンヤード（ブドウ畑）があり、「構造改革特別区域法」による「北のフルーツ王国よいちワイン特区」に認定されている。また、日本国内で初めて民間栽培によって誕生したリンゴがあり、ナシ、ブドウ、サクランボなどの果樹園が観光農園になっている。
町内には多数の遺跡が確認されているほか、かつてニシン漁で栄えた場所をしのぶ歴史的建造物があり、現存する唯一の運上家として復元した旧下ヨイチ運上家や当時の施設を復元した旧余市福原漁場を整備している。ニシン漁の際に唄われた民謡「ソーラン節」を発祥の地としており、豊浜町に「ソーラン節発祥之地」碑がある。
マスコットキャラクターはゆるキャラ「ソーラン武士！！」。

## 地理
北海道北西部の積丹半島基部にあって日本海に面しており、東西約20.3 km、南北約42 kmで総面積は140.59 km2におよび、北海道の総面積の0.17％に相当し、道内179市町村の150番目となっている。町内には余市川、ヌッチ川、登川、畚部川（フゴッペ川）などが縦断しており、流域に市街地を形成している。余市川は余市岳を源として一部の泥炭地を除き沖積土を形成しつつ日本海に注ぎ、流域ではリンゴ、ナシ、ブドウなどの果樹園や水田、蔬菜の畑が並ぶ農業地帯になっている。また、北限のアユ生息地にもなっている。海岸線は17 kmあり、一部はニセコ積丹小樽海岸国定公園になっている。ローソク岩は豊浜町の沖合約500 mの海上にそそり立っているが、崩落を繰り返して現在の形になっている。

### 自然
- 山岳：毛無山 (650.4 m) 、大登山 (565.0 m) 、小登山 (514.7 m) 、元服山 (477.3 m)、モイレ山 (65.4 m)、天狗岳 (872.3 m) 、湯内岳 (654 m)
- 河川：畚部川、登川、余市川、ヌッチ川、梅川、出足平川、湯内川
- 岬：畚部岬、モイレ岬、シリパ岬、オトドマリ岬、烏帽子岬、ワッカケ岬、滝の澗岬、蛸穴の岬、
- ダム：余市ダム

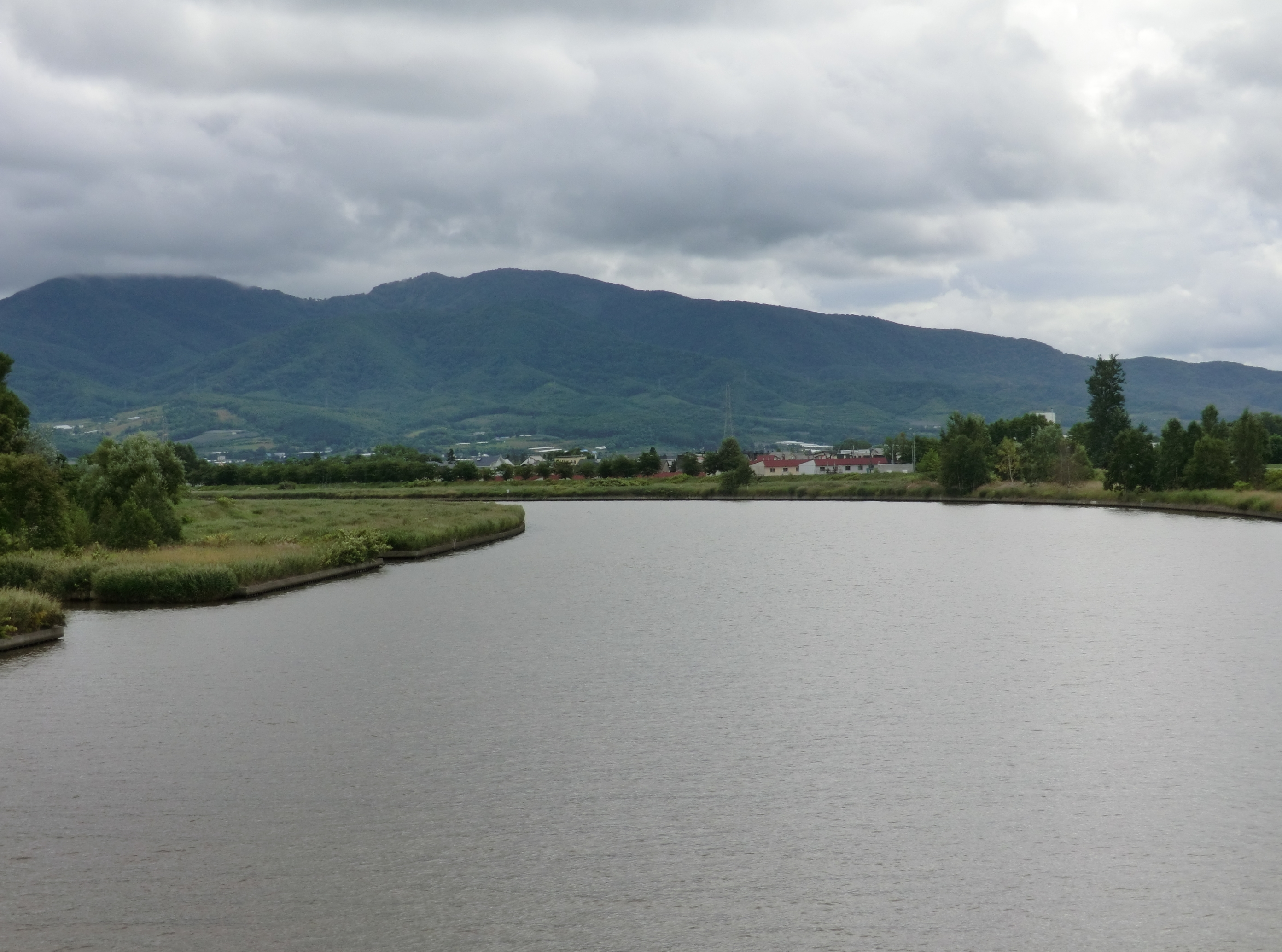
余市川（2013年8月）
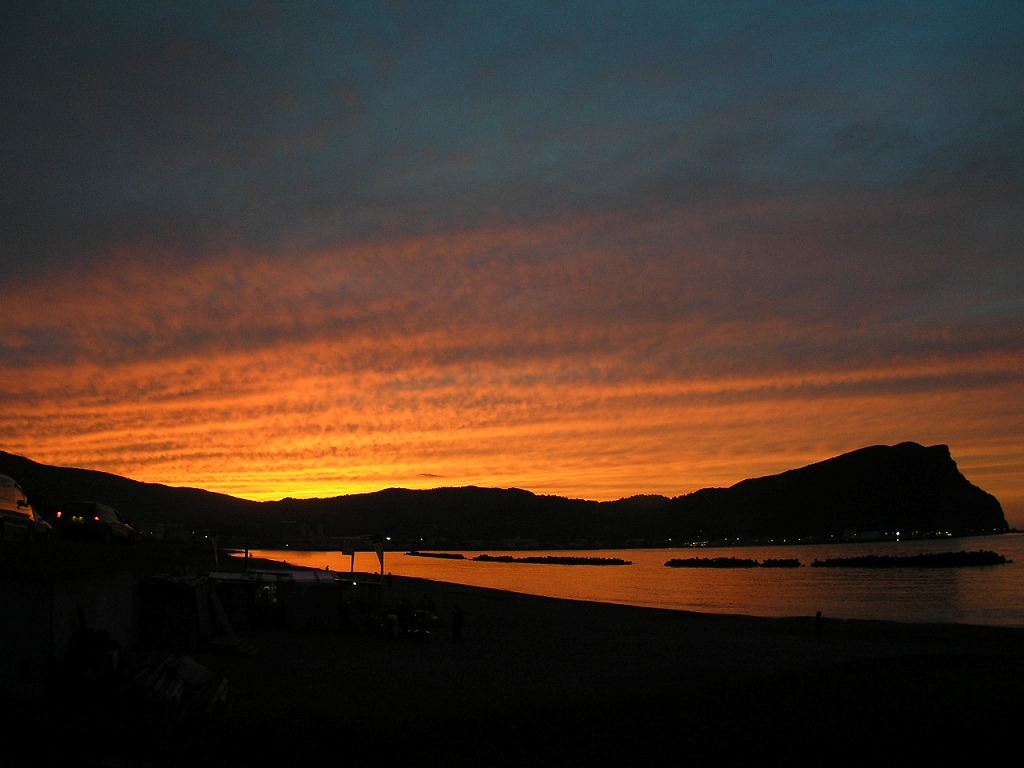
夕暮れ時のシリパ岬（2006年7月）
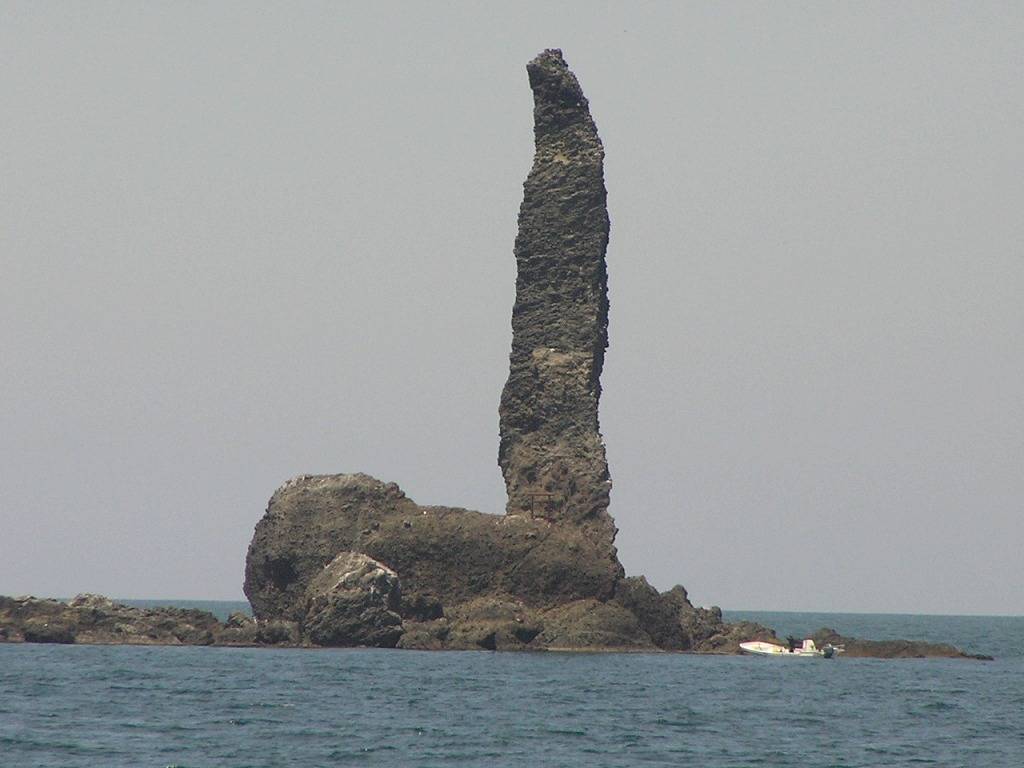
ローソク岩（2006年7月）

### 気候
日本海を北上する対馬海流（暖流）の影響を受けるため、北海道の中では比較的温暖な気候になっている。年間の平均気温は8℃程で日較差が大きいという特徴があるため、果物の栽培に適した気候条件になっている。7月・8月の平均気温は20℃前後、厳冬期の1月・2月の平均気温は－4℃前後であり、真冬でも－10℃以下になる日はほとんどない。
| 余市（1991年 - 2020年）の気候 | 余市（1991年 - 2020年）の気候 | 余市（1991年 - 2020年）の気候 | 余市（1991年 - 2020年）の気候 | 余市（1991年 - 2020年）の気候 | 余市（1991年 - 2020年）の気候 | 余市（1991年 - 2020年）の気候 | 余市（1991年 - 2020年）の気候 | 余市（1991年 - 2020年）の気候 | 余市（1991年 - 2020年）の気候 | 余市（1991年 - 2020年）の気候 | 余市（1991年 - 2020年）の気候 | 余市（1991年 - 2020年）の気候 | 余市（1991年 - 2020年）の気候 |
| 月                            | 1月                           | 2月                           | 3月                           | 4月                           | 5月                           | 6月                           | 7月                           | 8月                           | 9月                           | 10月                          | 11月                          | 12月                          | 年                            |
| ----------------------------- | ----------------------------- | ----------------------------- | ----------------------------- | ----------------------------- | ----------------------------- | ----------------------------- | ----------------------------- | ----------------------------- | ----------------------------- | ----------------------------- | ----------------------------- | ----------------------------- | ----------------------------- |
| 最高気温記録 °C （°F）        | 10.2 (50.4)                   | 13.8 (56.8)                   | 17.6 (63.7)                   | 27.2 (81)                     | 34.5 (94.1)                   | 33.5 (92.3)                   | 34.6 (94.3)                   | 34.9 (94.8)                   | 32.6 (90.7)                   | 27.2 (81)                     | 21.0 (69.8)                   | 15.0 (59)                     | 34.9 (94.8)                   |
| 平均最高気温 °C （°F）        | −0.5 (31.1)                   | 0.2 (32.4)                    | 4.0 (39.2)                    | 10.8 (51.4)                   | 17.3 (63.1)                   | 21.2 (70.2)                   | 24.8 (76.6)                   | 26.0 (78.8)                   | 22.4 (72.3)                   | 15.9 (60.6)                   | 8.2 (46.8)                    | 1.5 (34.7)                    | 12.6 (54.7)                   |
| 日平均気温 °C （°F）          | −3.8 (25.2)                   | −3.3 (26.1)                   | 0.4 (32.7)                    | 6.3 (43.3)                    | 12.1 (53.8)                   | 16.2 (61.2)                   | 20.2 (68.4)                   | 21.3 (70.3)                   | 17.1 (62.8)                   | 10.7 (51.3)                   | 4.2 (39.6)                    | −1.9 (28.6)                   | 8.3 (46.9)                    |
| 平均最低気温 °C （°F）        | −7.9 (17.8)                   | −7.8 (18)                     | −4.1 (24.6)                   | 1.2 (34.2)                    | 6.7 (44.1)                    | 11.3 (52.3)                   | 15.9 (60.6)                   | 17.0 (62.6)                   | 12.2 (54)                     | 5.5 (41.9)                    | 0.0 (32)                      | −5.6 (21.9)                   | 3.7 (38.7)                    |
| 最低気温記録 °C （°F）        | −20.4 (−4.7)                  | −21.5 (−6.7)                  | −16.9 (1.6)                   | −7.0 (19.4)                   | −1.7 (28.9)                   | 1.7 (35.1)                    | 6.5 (43.7)                    | 8.5 (47.3)                    | 3.0 (37.4)                    | −2.7 (27.1)                   | −12.2 (10)                    | −15.7 (3.7)                   | −21.5 (−6.7)                  |
| 降水量 mm （inch）            | 124.5 (4.902)                 | 100.5 (3.957)                 | 83.9 (3.303)                  | 65.1 (2.563)                  | 63.6 (2.504)                  | 51.4 (2.024)                  | 102.5 (4.035)                 | 129.4 (5.094)                 | 153.5 (6.043)                 | 138.4 (5.449)                 | 161.8 (6.37)                  | 150.6 (5.929)                 | 1,325.2 (52.173)              |
| 降雪量 cm （inch）            | 248 (97.6)                    | 199 (78.3)                    | 133 (52.4)                    | 20 (7.9)                      | 0 (0)                         | 0 (0)                         | 0 (0)                         | 0 (0)                         | 0 (0)                         | 0 (0)                         | 48 (18.9)                     | 216 (85)                      | 865 (340.6)                   |
| 平均降水日数 （≥1.0 mm）      | 22.7                          | 19.3                          | 16.3                          | 11.6                          | 10.2                          | 7.4                           | 8.7                           | 10.2                          | 12.6                          | 15.1                          | 18.9                          | 22.3                          | 175.2                         |
| 平均月間日照時間              | 42.1                          | 54.0                          | 115.9                         | 177.4                         | 204.7                         | 173.9                         | 165.5                         | 172.1                         | 165.9                         | 132.6                         | 66.5                          | 37.4                          | 1,508.1                       |
| 出典：気象庁                  |                               |                               |                               |                               |                               |                               |                               |                               |                               |                               |                               |                               |                               |

### 人口
余市町の人口は、小樽市を除く後志総合振興局の町村の中では最も多くなっている。1960年（昭和35年）をピークに減少傾向にあり、出生率の低下や若者の町外への流出が要因となって町の高齢化が進んでいる。
| |                                        |  |
| 余市町と全国の年齢別人口分布（2005年） | 余市町の年齢・男女別人口分布（2005年） |  |
| ■紫色 ― 余市町 ■緑色 ― 日本全国 | ■青色 ― 男性 ■赤色 ― 女性              |  |
| 余市町（に相当する地域）の人口の推移 \| 1970年（昭和45年） \| 25,339人 \| \| \| 1975年（昭和50年） \| 25,816人 \| \| \| 1980年（昭和55年） \| 26,632人 \| \| \| 1985年（昭和60年） \| 26,213人 \| \| \| 1990年（平成2年） \| 25,266人 \| \| \| 1995年（平成7年） \| 24,485人 \| \| \| 2000年（平成12年） \| 23,685人 \| \| \| 2005年（平成17年） \| 22,734人 \| \| \| 2010年（平成22年） \| 21,264人 \| \| \| 2015年（平成27年） \| 19,607人 \| \| \| 2020年（令和2年） \| 18,000人 \| \| |                                        |  |
| 総務省統計局 国勢調査より |                                        |  |
| 1970年（昭和45年） | 25,339人                               |  |
| 1975年（昭和50年） | 25,816人                               |  |
| 1980年（昭和55年） | 26,632人                               |  |
| 1985年（昭和60年） | 26,213人                               |  |
| 1990年（平成2年） | 25,266人                               |  |
| 1995年（平成7年） | 24,485人                               |  |
| 2000年（平成12年） | 23,685人                               |  |
| 2005年（平成17年） | 22,734人                               |  |
| 2010年（平成22年） | 21,264人                               |  |
| 2015年（平成27年） | 19,607人                               |  |
| 2020年（令和2年） | 18,000人                               |  |

## 歴史

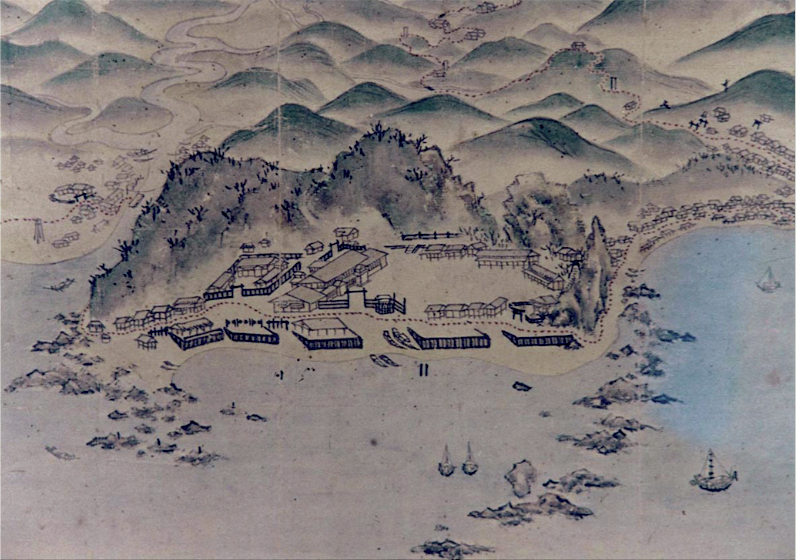
安政年間のヨイチ場所

余市町には縄文時代の早期以降から各年代の遺跡やストーンサークルが発見されている。近世から現代においても北海道内有数の交易場所、ニシンの千石場所として栄えた。ところが、ニシンは1954年（昭和29年）の漁を最後に余市湾への回遊が途絶えてしまい、「幻の魚」となってしまった。0
- 1599年（慶長04年）：松前慶広が松前左膳に余市川右岸を与えて「上ヨイチ場所」とし、左岸は松前八兵衛に与え「下ヨイチ場所」とする[22]。
- 1688年　(元禄元年)   :  松前藩、神威岬(かむいみさき)以北への婦女子の通行を禁止する[22]。
- 1806年（文化03年）：柏谷喜兵衛がヨイチ場所を請負う[23]。
- 1809年（文化06年）：余市、岩内、古宇の場所請負人が、幕命により余市—岩内間に神威岬を迂回する陸路開削[4]。
- 1820年（文政03年）：林長左衛門がヨイチ場所を請負い、漁場を拓く[22]。
- 1825年（文政08年）：竹屋長七がヨイチ場所を請負う[23]。
- 1856年　(安政  3年)   :  神威岬以北への婦女子の通行禁止を解く。これによりヨイチに定住する者が増加する[22]。
- 1857年（安政04年）：小樽とを結ぶ道路が開通[22]。
- 1869年（明治02年）：場所請負制廃止し、開拓使の余市詰役員派遣（浜中出張所）[22][23]。
- 1871年（明治04年）：旧会津藩士の入植始まる[22]。
- 1875年（明治08年）：開拓使がアメリカから取り寄せたリンゴなどの苗木を農家に配布[22]。
- 1889年（明治22年）：公立余市病院開院[4]。
- 1900年（明治33年）：北海道一級町村制の施行により、梅川町、大川町、琴平町、沢町、富沢町、中町、浜中町、山臼町、沖村、黒川村、畚部村、山田村の区域をもって余市町が発足[22][23]。
- 1902年（明治35年）：北海道鉄道により鉄道が敷設され、余市駅が設置される[4]。
- 1907年（明治40年）：余市 — 小樽間に電話開通[22]。
- 1912年（大正元年）：山田村に東北帝国大学農学部農科大学附属余市果樹園（現在の北海道大学余市果樹園）設置[23][24]。
- 1915年（大正04年）：町内に電灯点灯[22]。
- 1921年（大正10年）：山田村にアユ人工孵化場建設[22]。
- 1925年（大正14年）：大江村の一部（下山道）を余市町に併合[22]。
- 1929年（昭和04年）：北海道水産試験場本場（現在の中央水産試験場）完成[25]。
- 1932年（昭和07年）5月27日：火災が発生。286戸が焼失[26]。
- 1933年（昭和08年）：余市臨港軌道開通（1940年廃止）。
- 1934年（昭和09年）：大日本果汁（現在のニッカウヰスキー）創設[22]。
- 1937年（昭和12年）：余市町章制定[4]。
- 1941年（昭和16年）：桜ヶ丘シャンツェ（後の竹鶴シャンツェ）開設[27]
- 1950年（昭和25年）：フゴッペ洞窟発見[22]。
- 1954年（昭和29年）8月21日：昭和天皇、香淳皇后が町内に行幸啓。黒川小学校などに訪問[28]。
- 1958年（昭和33年）：余市町立天然水族館開館（1964年閉館）[29]。
- 1961年（昭和36年）：『全国高等学校スキー大会』で北海道余市高等学校が優勝[22]。
- 1963年（昭和38年）：海岸線が「ニセコ積丹小樽海岸国定公園」となる。
- 1965年（昭和40年）：北星学園余市高等学校開校[22]。
- 1969年（昭和44年）：余市運動公園野球場完成[22]。余市水産博物館開館[22]。『北海ソーラン祭り』初開催[22]。
- 1971年（昭和46年）：役場新庁舎完成[22]。海上自衛隊余市防備隊開隊[4]。
- 1973年（昭和48年）：余市町民憲章制定[4]。
- 1979年（昭和54年）：余市町中央公民館、余市運動公園陸上競技場、歴史民俗資料館完成[22]。
- 1982年（昭和57年）：余市町総合体育館オープン[22]。
- 1988年（昭和63年）：ストラスケルビン（現・イースト・ダンバートンシャー）と「姉妹都市」提携[30]。
- 1991年（平成03年）：北海道余市養護学校開校。余市図書館開館[22]。
- 1995年（平成07年）：余市町の木・花・鳥・魚制定[4]。
- 2006年（平成18年）：家庭ごみの有料化開始[31]。
- 2009年（平成21年）：余市川浄水場供用開始[4]。
- 2010年（平成22年）：北海道余市紅志高等学校開校[32]。余市宇宙記念館再オープン[33]。
- 2011年（平成23年）：「構造改革特別区域法」による「北のフルーツ王国よいちワイン特区」認定[3]。
- 2014年（平成26年）：「過疎地域」指定[34]。
- 2015年（平成27年）：奈良県五條市と「交流都市」提携[35]。福島県会津若松市と「親善交流都市」締結[36]。
- 2018年（平成30年）：後志自動車道余市ICが供用開始。
- 2024年（令和06年） : 余市町が「日本サッカー協会100周年表彰（感謝表彰）」を受ける[37]。

## 姉妹都市・交流都市

### 海外
- イースト･ダンバートンシャー州（イギリス連合王国スコットランド国ストラスクライド地方）
  - 1988年（昭和63年）10月12日に姉妹都市提携。[30] - イギリス・スコットランドにあり、NHK連続テレビ小説『マッサン』のモデルとなった竹鶴リタの生誕地。

### 国内
- 五條市（奈良県）
  - 1966年（昭和41年）：奈良県立五條高等学校賀名生分校の生徒が余市町の農家で体験学習を行ったことから交流が始まった。
  - 2014年（平成26年）：「災害時応援協定」を締結[35]。
  - 2015年（平成27年）7月12日：交流都市提携[35]。
- 会津若松市（福島県）
  - 2015年（平成27年）10月14日：親善交流都市締結[36]。
  - 会津藩士の入植に始まり、国内初となるりんご「緋の衣」の栽培に成功するなど、歴史的な深い繋がりから、これからもより交流の絆を深めていくため親善交流都市の締結の運びとなった[36]。

## 行政
- 町長：齊藤啓輔（2022年9月5日就任、2期目）

### 町議会
- 定数：18名[38]
- 議会
  - 定例会（3月・6月・9月・12月）[38]
  - 臨時会[38]
- 委員会
  - 常任委員会
    - 総務文教（定数6名）
    - 民生環境（定数6名）
    - 産業建設（定数6名）

  - 特別委員会
    - 並行在来線の存続等に関する調査特別委員会（定数7名）

  - 議会運営委員会（定数7名）

## 官公署
国の機関
- 財務省
  - 国税庁札幌国税局余市税務署
- 厚生労働省
  - 北海道労働局小樽公共職業安定所余市分室（ハローワークよいち）
- 農林水産省
  - 北海道森林管理局石狩森林管理署余市森林事務所
- 防衛省
  - 海上自衛隊大湊地方隊余市防備隊

道の機関
- 後志総合振興局
  - 俱知安保健所余市支所
  - 後志農業改良普及センター北後志支所
  - 後志地区水産技術普及指導所（中央水産試験場内）
  - 小樽建設管理部余市出張所

地方独立行政法人
- 北海道立総合研究機構水産研究本部中央水産試験場

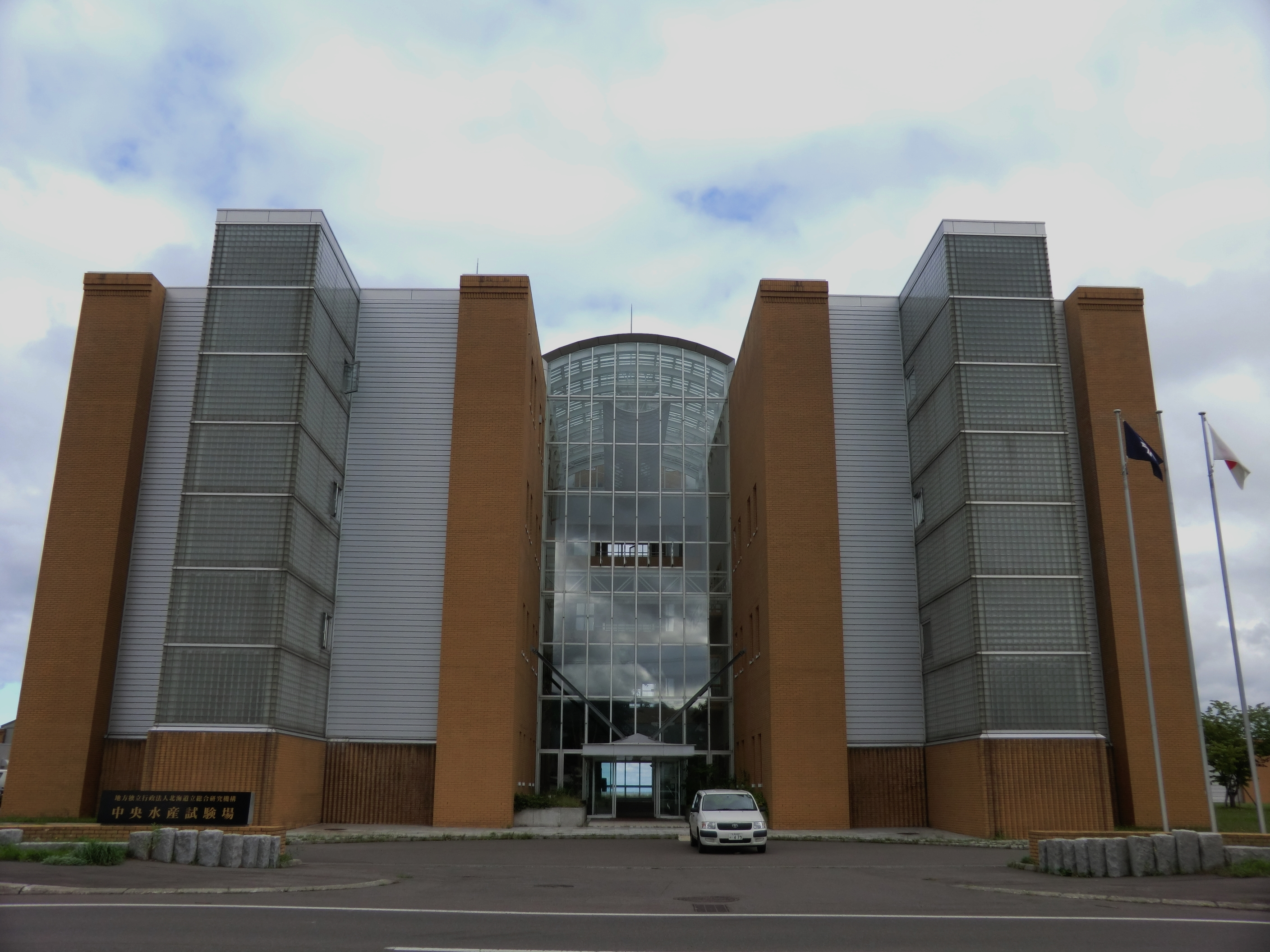
北海道立総合研究機構水産研究本部中央水産試験場（2013年8月）

## 公的機関

### 警察
北海道警察本部
- 余市警察署（管轄：余市町・仁木町・古平町・積丹町・赤井川村）
  - 駅前交番
  - 沢町駐在所

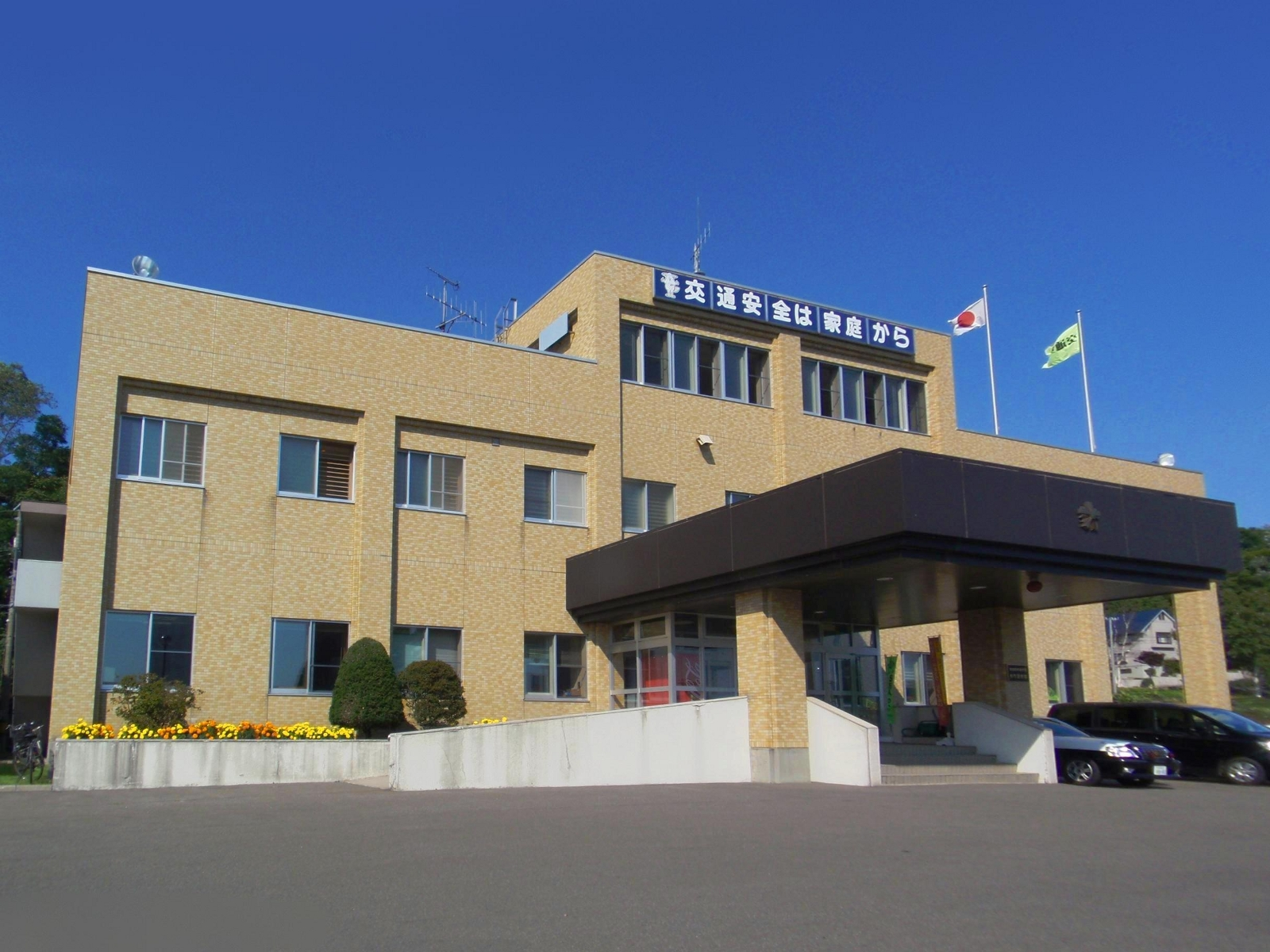
余市警察署（2008年9月）

### 消防
北後志消防組合（管轄：余市町・仁木町・古平町・積丹町・赤井川村）
- 余市消防署
  - 沢町出張所

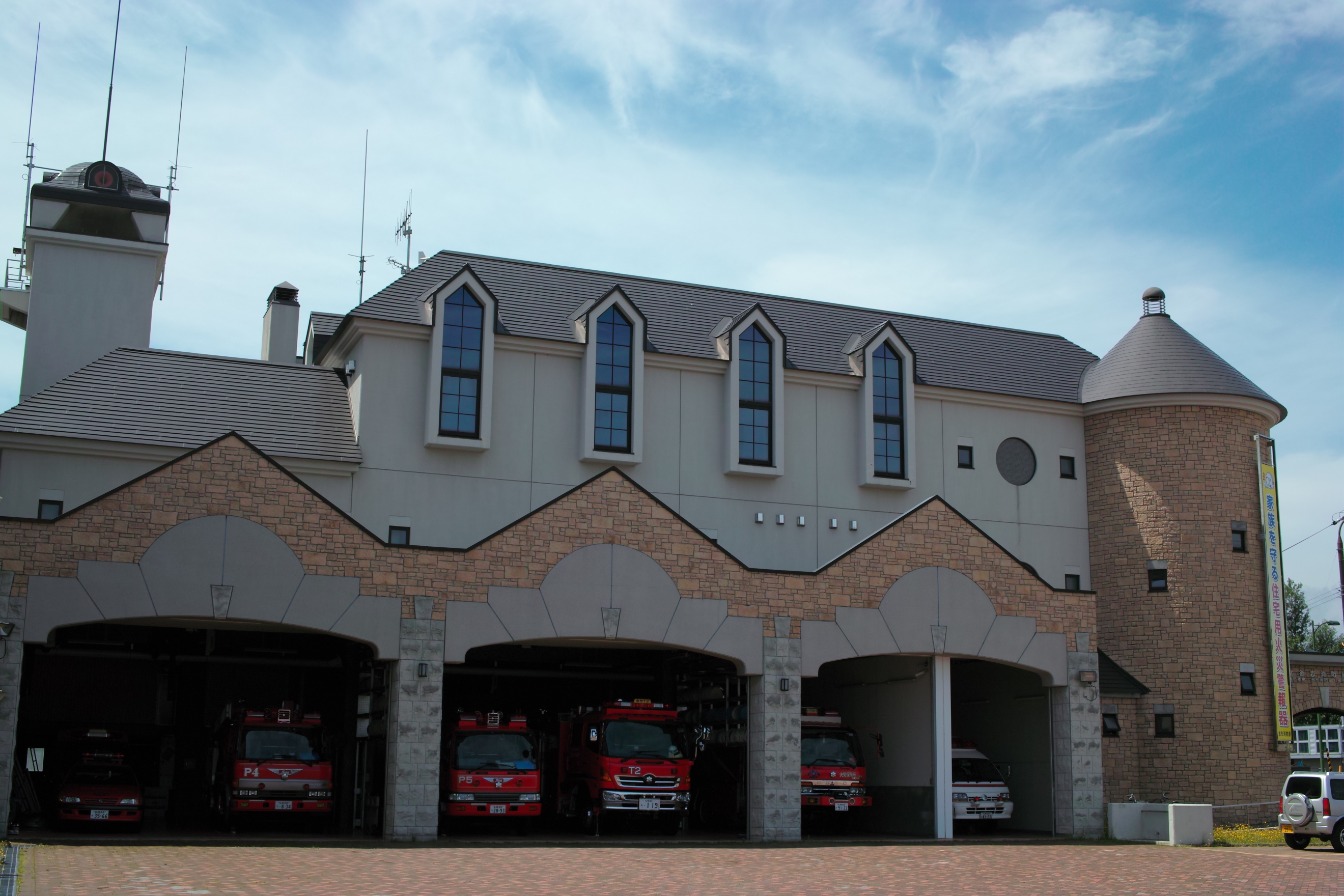
北後志消防組合消防本部・余市消防署（2009年8月）

### 医療
- 北海道社会事業協会余市病院（余市協会病院）
- 医療法人社団修徳会 林病院

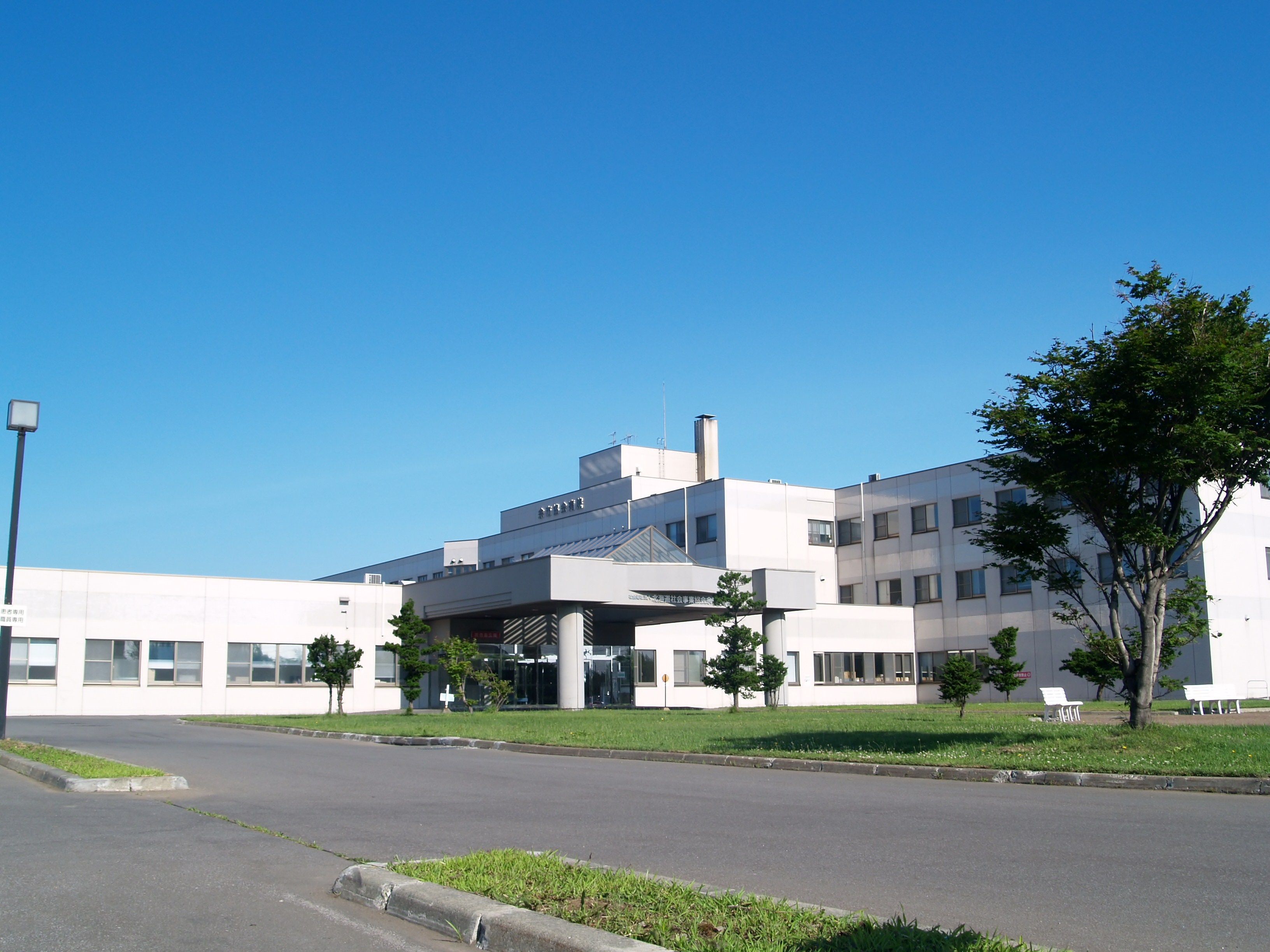
余市協会病院（2017年9月）

### ライフライン
- 北海道電力小樽支店余市営業所

## 公共施設
余市町立の主要施設のみ掲載。
交流・文化施設
- 余市町中央公民館
- 余市町図書館
- 余市宇宙記念館
- 余市水産博物館

産業・観光施設
- 余市町農村活性化センター（メッセ・アップルドーム）
- 余市町観光物産センター（エルラプラザ）
- 余市フィッシュリーナ

運動施設・公園
- 余市運動公園：総合体育館、陸上競技場、野球場、テニスコート、自由広場
- 余市あゆ場公園：パークゴルフ場
- 余市町温水プール
- 竹鶴シャンツェ、笠谷シャンツェ

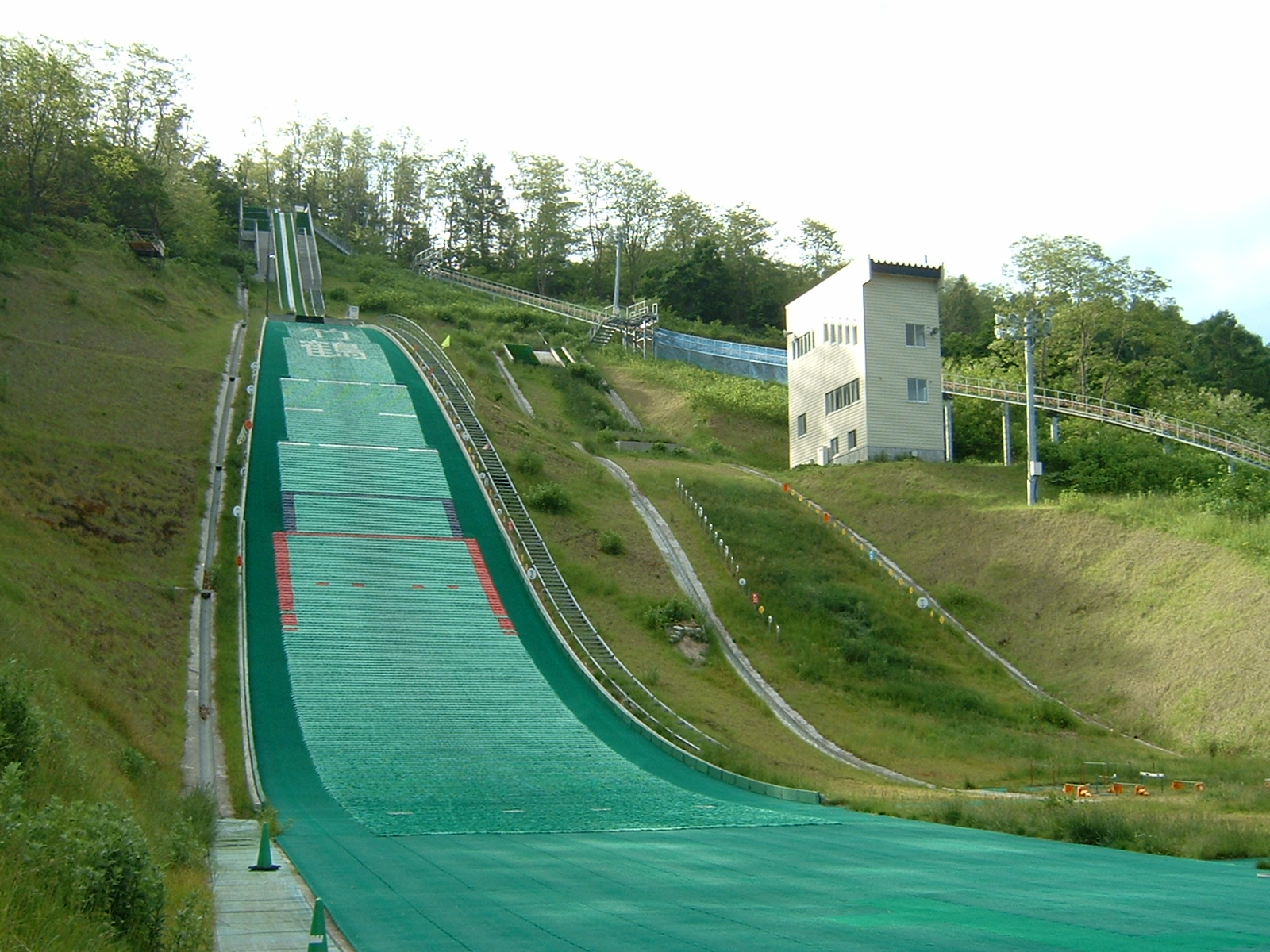
竹鶴シャンツェ（左）と笠谷シャンツェ（右）（2003年6月）

## 教育機関
北星学園余市高等学校は、1988年度（昭和63年度）から全国で初めて中退時と同じ学年から編入できる「転編入受け入れ制度」を導入しており、全国各地から生徒を迎え入れているが、運営している学校法人北星学園は生徒数の減少などから条件付きで存続することを決めている。2010年（平成22年）に北海道余市高等学校、北海道仁木商業高等学校、北海道古平高等学校を統合して開校した北海道余市紅志高等学校は、単位制総合学科を取り入れている。

### 研究機関
- 北海道大学北方生物圏フィールド科学センター生物生産研究農場 余市果樹園[41]

### 高等学校
- 北海道余市紅志高等学校
- 北星学園余市高等学校

※以下は廃校
- 北海道立余市女子高等学校（1949年・余市高へ統合）
- 北海道余市高等学校（2010年・余市紅志高へ移行）

### 中学校
- 余市町立東中学校
- 余市町立西中学校
- 余市町立旭中学校

※以下は廃校
- 余市町立豊浜中学校（1986年・西中へ統合）

### 小学校
- 余市町立黒川小学校
- 余市町立沢町小学校
- 余市町立大川小学校
- 余市町立登小学校

※以下は廃校
- 余市町立桜ヶ丘小学校（1964年・不明）
- 余市町立白岩小学校（1970年・沢町小へ統合）
- 余市町立島泊小学校（1972年・不明）

- 余市町立豊浜小学校（1986年・沢町小へ統合）
- 余市町立豊丘小学校（2007年・同上）
- 余市町立栄小学校（2016年・大川小へ統合）

### 未就学児施設
町立
- 余市町立大川保育所
- 余市町立中央保育所
- 余市町立黒川児童館
- 余市町立沢町児童館

私立
- ほうりゅうじ保育園（社会福祉法人 徳風会）
- リタ幼稚園（学校法人 北海道キリスト教学園）
- 認定こども園杉の子幼稚園
- 夢の森幼稚園

### 特別支援学校
- 北海道余市養護学校

### 学校教育以外の施設
自動車教習所
- 余市自動車学校[42]

## 経済・産業

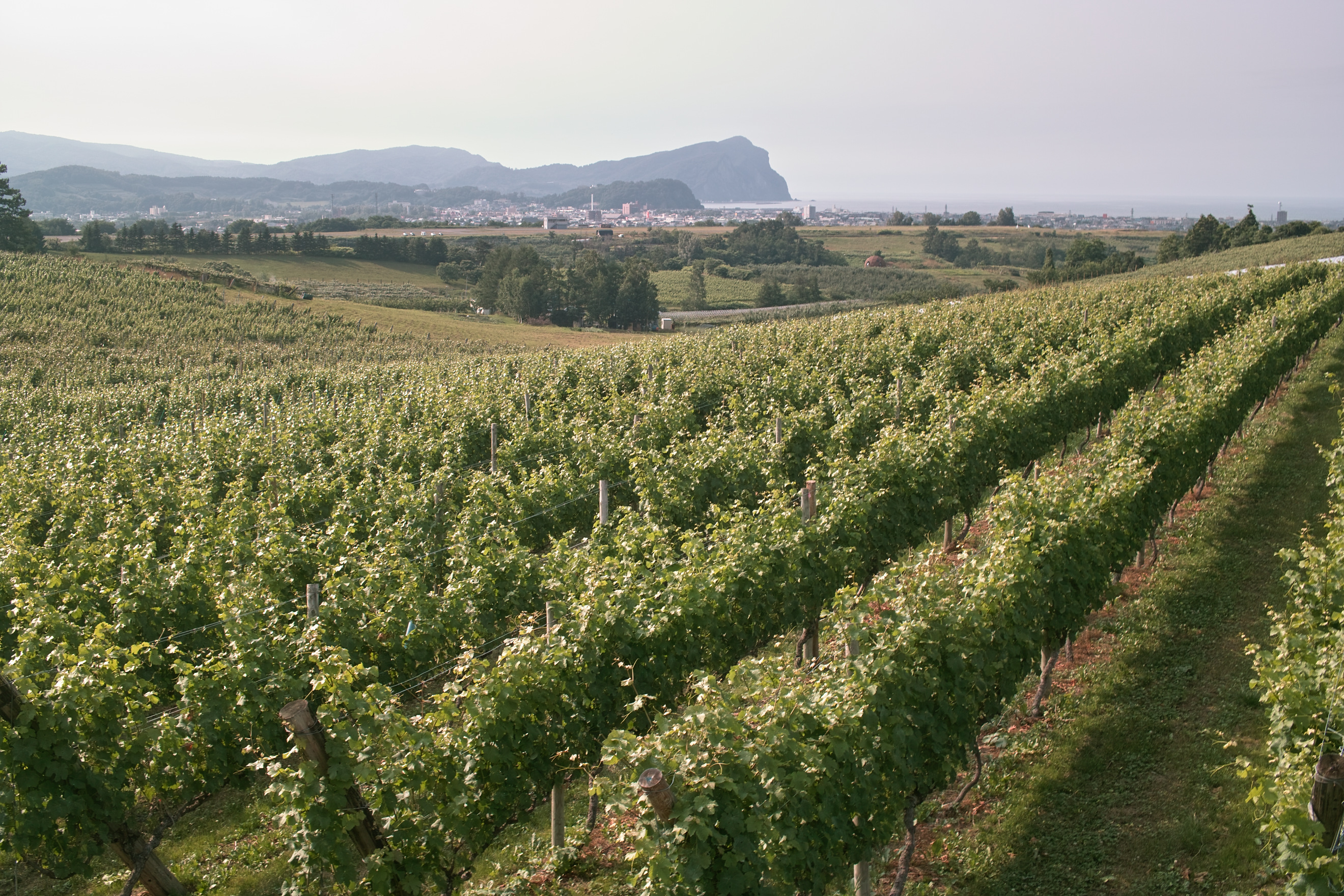
登地区の風景（2015年7月）

余市町の基幹産業である農業は高齢化や後継者不足などにより農家数、耕地面積がともに減少していることから、町として新規就農者への支援に取り組んでいる。町内には余市合同青果物地方卸売市場がある。また、農業とともに町の経済を支える漁業は地方港湾の余市港や4つの漁港を有しており、つくり育てる増殖型漁業への転換を図り、生産性の安定に取り組んでいる。製造業は出荷額の7割以上を食料品が占めており、水産加工品、農産加工品、酒造部門など町の資源を活用した形態になっている。商業では小規模な小売店舗の減少が続いている一方で、大型店の出店により周辺町村の商業地としての役割を果たしている。
立地企業
- 恵新自動車学園
- ニッカウヰスキー（アサヒグループホールディングス）
- 余市協同乳業

組合
- 余市町農業協同組合（JAよいち）
- 北海道農業共済組合（NOSAI北海道）後志家畜診療所余市分室[44]
- 余市郡漁業協同組合（JFよいち）[45]
- 余市水産加工業協同組合
- ようてい森林組合北後志事業所[46]

主な商業施設
- イオン北海道（イオン余市店）
- ラルズマート西部店、入舟店、黒川店
- 生活協同組合コープさっぽろ余市店
- ツルハドラッグ余市店、余市大川店
- DCM余市店
- コメリハード&グリーン余市店
- ケーズデンキ余市店

金融機関
- 北洋銀行余市支店
- 北海道信用金庫余市支店、沢町支店
- JAバンク北海道（北海道信用農業協同組合連合会）JAよいち本所
- JFマリンバンク北海道（北海道信用漁業協同組合連合会）余市郡

郵便
- 余市郵便局（集配局）
- 余市大川郵便局
- 余市駅前郵便局
- 余市沢町郵便局
- 余市モイレ郵便局

宅配便
- ヤマト運輸余市センター・仁木古平センター
- 佐川急便小樽営業所（小樽市）

マスメディア
- 北海道新聞社余市支局

## 郵便・物流
郵便局
- 余市郵便局（集配局）
- 余市大川郵便局
- 余市駅前郵便局

- 余市沢町郵便局
- 余市モイレ郵便局

物流
- ヤマト運輸余市センター・仁木古平センター
- 佐川急便小樽営業所（小樽市）

## 交通

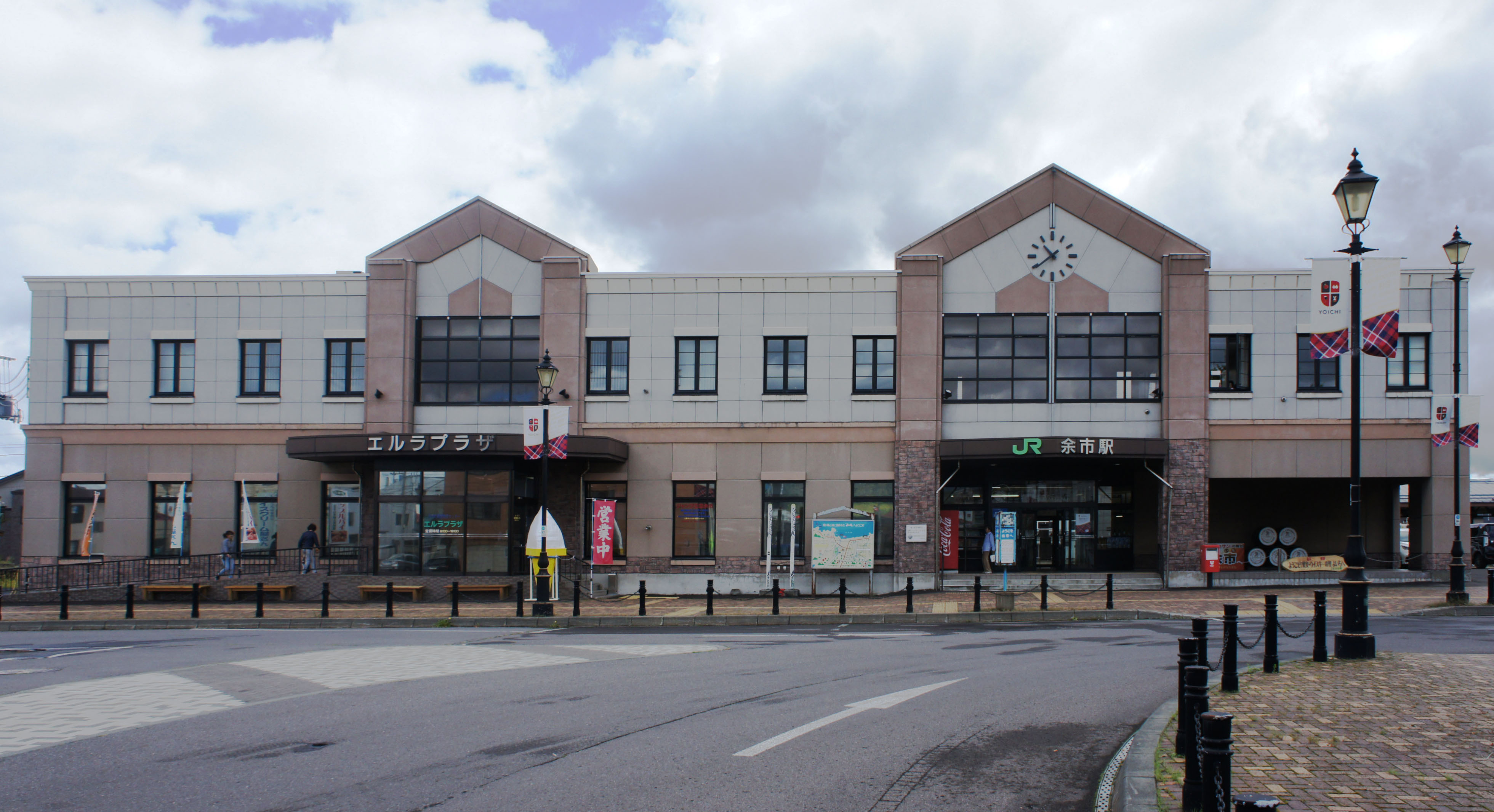
余市駅（2018年9月）

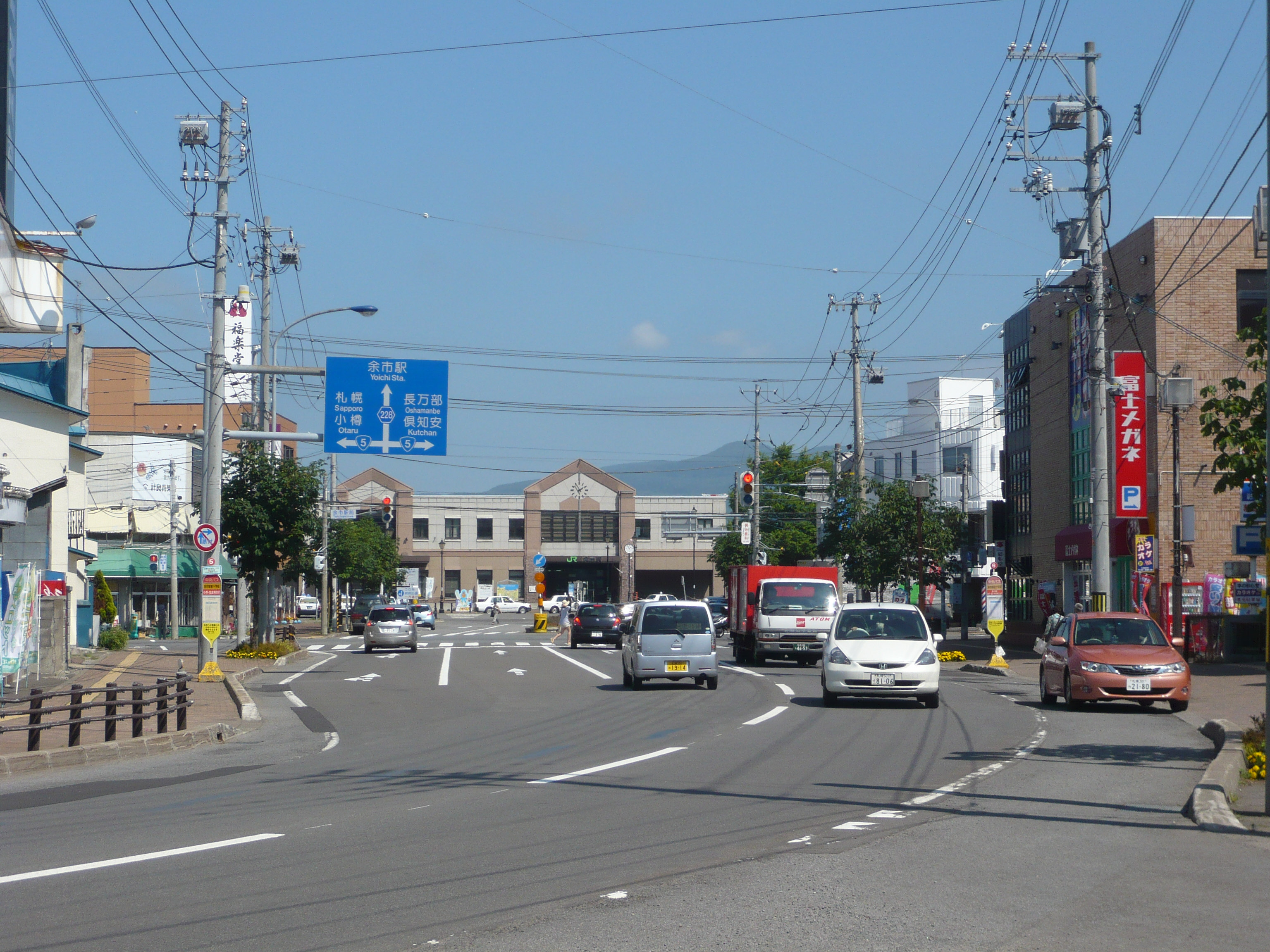
余市蒸溜所入口交差点付近（2012年7月）

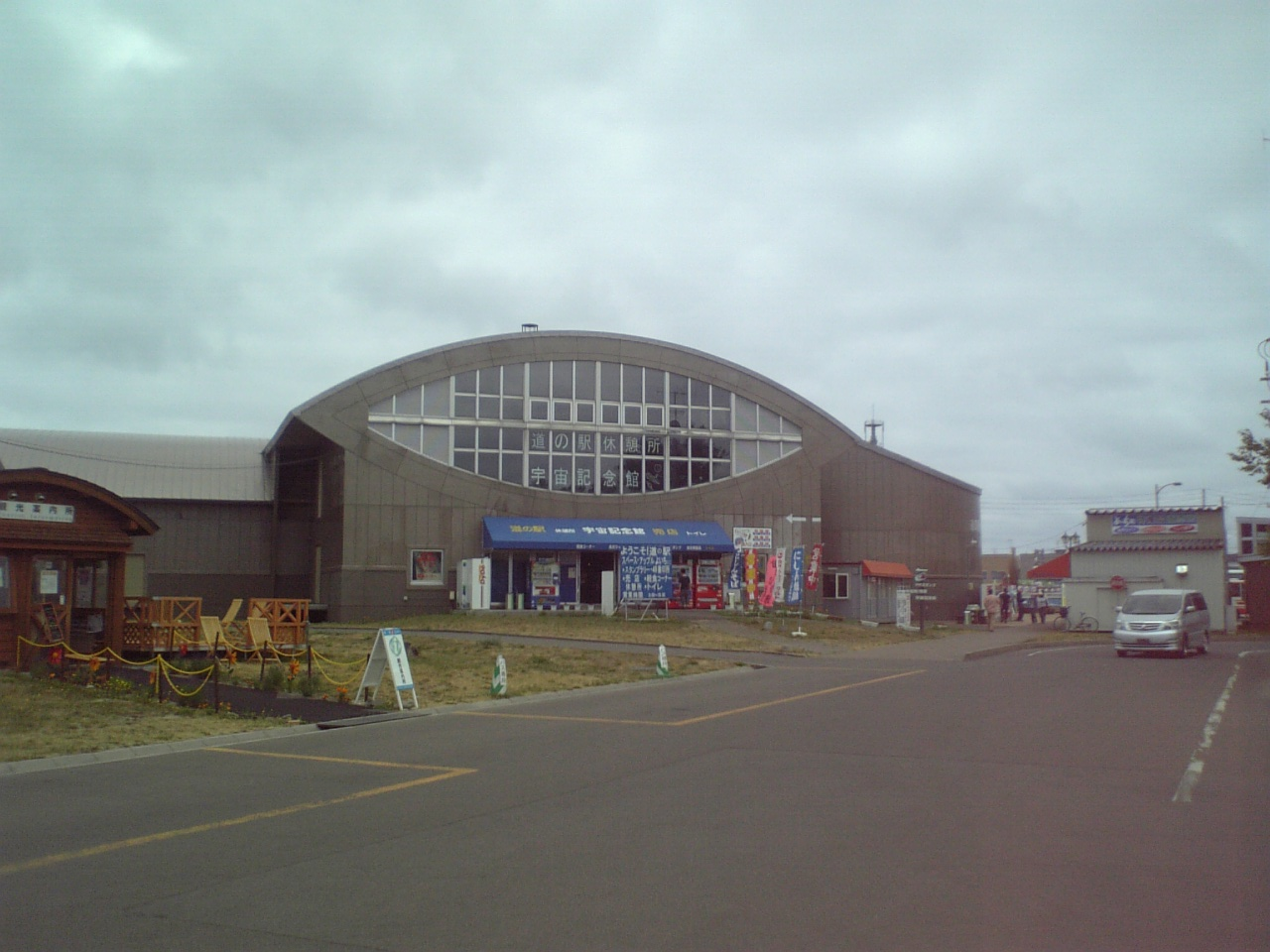
道の駅スペース・アップルよいち（2007年7月）

### 鉄道
建設中の北海道新幹線新函館北斗 - 札幌間延伸時は町内の山間部を経由する予定であるが、駅や信号場は設置されない。
北海道旅客鉄道（JR北海道）
- 函館本線：余市駅

### バス
- 北海道中央バス 余市営業所
- ニセコバス（北海道中央バスグループ）

### 道路
日本海沿いの国道（国道229号・国道5号）は「日本海追分ソーランライン」の愛称がついている。
高速自動車国道・高速自動車国道に並行する一般国道自動車専用道路（A'路線）
- E5A後志自動車道/倶知安余市道路：（13）余市IC

一般国道
- 国道5号（国道229号との重用区間あり[47]）
- 国道229号

都道府県道
- 北海道道36号余市赤井川線
- 北海道道228号豊丘余市停車場線
- 北海道道378号余市港線
- 北海道道753号登余市停車場線
- 北海道道755号然別余市線
- 北海道道1092号栄町温泉線

農道
- 北後志東部広域農道（フルーツ街道）

道の駅
- スペース・アップルよいち

### 場外離着陸場
- 余市農道離着陸場（アップルポート余市）

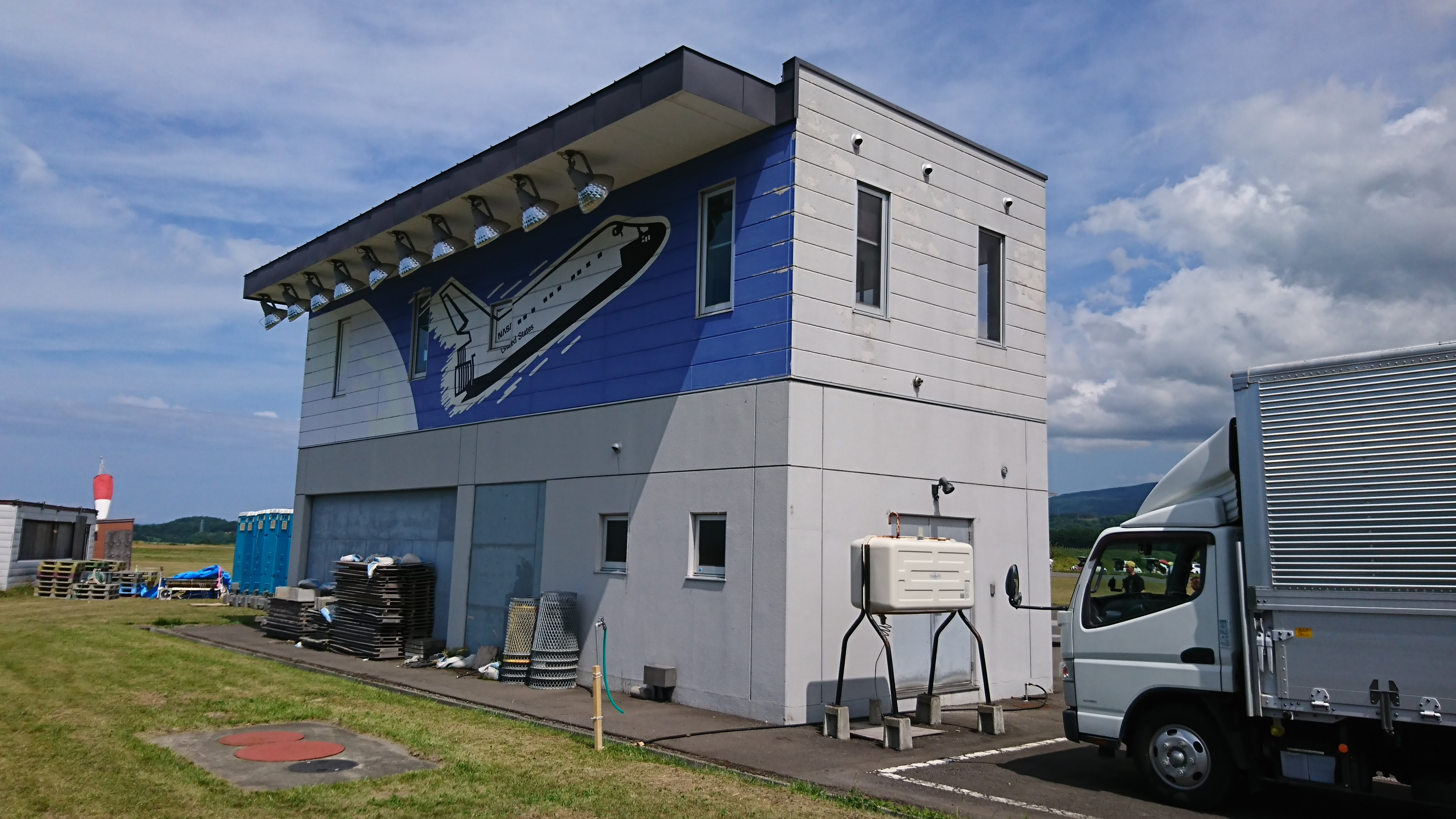
アップルポート余市（2019年7月）

## 文化財

### 国指定
史跡
- フゴッペ洞窟[48]
- 旧下ヨイチ運上家[49]
- 旧余市福原漁場[50]

重要文化財
- 旧下ヨイチ運上家[51]
- ニッカウヰスキー北海道工場余市蒸溜所建造物10棟[52]

### 道指定
- 西崎山環状列石[53]

### 町指定
天然記念物
- 神木サイカチの木（北海道記念保護樹木）[54][55]

名勝
- 奇岩えびす岩・大黒岩[54]
- 奇岩ローソク岩[54]

史跡
- 芭蕉句碑[54]
- 桐ヶ谷太兵衛建立地蔵尊[54]
- 庚申塚[54]
- 茂入山城跡[54]
- 幸田露伴句碑[54]
- シリパケールン群遺跡[54]
- 旧ヤマウス稲荷社石垣階段[54]
- 旧ヨイチユワナイ間山道余市口[54]
- 川内漁場敷地[54]
- 開村記念碑[54]
- 旧今邸園

有形文化財
- 大日本果汁株式会社（ニッカウヰスキー株式会社）工場創立事務所[54]
- 鐘楼門[54]
- 川内漁場文書庫[54]
- 茂入神社祭壇及び吊天井[54]
- ヨイチ御場所上下運上家関係古文書[54]
- 蒔絵模様両開箪笥[54]
- 鰐口[54]
- 野口雨情書軸物2点/1点[54]
- 湯内漁場盛業鳥瞰図[54]
- 安政年間のヨイチ鳥瞰図[54]
- 林子平東邦地図[54]
- 板戸「波に千鳥」[54]
- アイヌ絵（武者のぼり下絵）[54]
- 御受書（血判書）[54]
- 幸田露伴自筆の電報送達紙[54]
- 東開和尚筆達磨絵[54]
- 日像菩薩本尊銘の掛軸[54]

## 観光・レジャー
- 西崎山環状列石
- フゴッペ洞窟
- 観光農園
- 余市ワイナリー
- 余市町観光物産センター（エルラプラザ）（余市駅併設）
  - ジャンプ王国余市展示ホール
- ニッカウヰスキー北海道工場余市蒸溜所
- 道の駅スペース・アップルよいち
  - 余市宇宙記念館
- 余市水産博物館
  - 歴史民俗資料館
- 旧下ヨイチ運上家
- 余市フィッシャリーナ
- 旧余市福原漁場
- 円山公園
- シリパ岬
- えびす岩・大黒岩
- ローソク岩
- 浜中モイレ海水浴場
- あゆ場公園パークゴルフ場
- 余市川桜並木
- 温泉
- OcciGabi（オチガビ）ワイナリー
- ワインツーリズム（ワイナリー、ヴィンヤード）

## 祭事・催事
- 余市川桜並木イベント（5月）
- 余市神社例大祭（6月）
- 浜中モイレ海水浴場海開き（7月中旬）
- 北海ソーラン祭り（7月）
- 旬鮮祭（8月）
- 余市町全日本ジュニアサマージャンプ大会・余市サマーコンバインド大会（7月または8月）
- 毛利記念日（9月12日）
- 味覚の祭典（9月）
- 味覚マラソン（9月）[56]
- ラフェト・デ・ヴィニュロン・ア・ヨイチ（農園開放祭＠余市）（9月）　ワイングラスを片手にブドウ畑を歩きながら、ワインテイスティングと食べ物を楽しむイベント。
- 余市ゆき物語（11月）
- ワインを楽しむ会（2月）　余市町産ブドウを使用したワインを生産者やワイナリーと交流しながら楽しむイベント。

## 名産・特産
水産物・水産加工品ではエビ、タラ、カレイ、イカ、アユ、身欠ニシン、サケ、数の子、ウニなどがあり、農産物ではリンゴ、ナシ、ブドウ、サクランボ、トマト、イチゴ、モモ、ササゲなどの施設野菜などがある。また、りんごのほっぺなどのジュース類、ニッカウヰスキーによる余市蒸溜所のウイスキーや各種ワイナリーによる自然派ワインやクラシックワイン、ウイスキー最中、りんごもなかなどもある。

## 余市町が舞台となった作品
- 『余市姫』　登別のアイヌ文化伝承者、金成マツが筆録し、金田一京助によって和訳されたユカㇻ（叙事詩）。1966年に発表された[58]。
- 『ヤンキー母校に帰る』[59]
- 『マッサン』

## 人物

### 名誉町民
- 竹鶴政孝（ニッカウヰスキー創業者。元余市町議会議員、余市体育連盟初代会長、余市商工会議所初代会頭）[60]

### 出身人物
- 相内富久（元スキージャンプ選手）
- 葦本祐二（チェアスキー選手）
- 安達晟（元ノルディックスキー選手）
- 違星北斗（アイヌの歌人、社会運動家）
- 大植三奈江（元歌手）
- 岡崎潤司（TBSテレビ社員。元アナウンサー）
- おにぎり（元お笑い芸人。現在も町在住）
- 櫂未知子（俳人）
- 加賀龍哉（元バレーボール選手）
- 桂田芳枝（数学者。北海道大学元教授）
- 金児杜鵑花（俳人）
- 亀谷理子（声優・歌手）
- 川俣清音（社会運動家）
- 川村有司（元スキージャンプ選手）
- 小柄義信（元余市町長）
- 斎藤浩哉（スキージャンプ選手。『長野オリンピック』スキージャンプ金メダリスト（団体））
- 酒井忠康（美術評論家）
- 坂口良子（女優）
- 坂本重太郎（元外交官。外務省元中南米局長、元駐スペイン特命全権大使。坂本角太郎の子）
- 左川ちか（詩人）
- 桜井仁（元スキージャンプ選手）
- 佐々木孝介（高校野球指導者）
- 佐藤昌幸（元スキージャンプ選手）
- 鈴木八郎（写真家）
- 橘柊生(タレントDISH//メンバー)
- 中村裕之（農林水産副大臣）
- 根上博（元競泳選手。日本水泳連盟元理事長）
- 浜本正勝（元陸軍軍人）
- 春木大輔（モデル。NORDメンバー）
- 藤沢隆（元ノルディック複合・スキージャンプ選手）
- 藤谷栄也（元NHKアナウンサー）
- 船木和喜（スキージャンプ選手。『長野オリンピック』スキージャンプ金メダリスト（ラージヒル、団体））
- 本間篤史（社会人野球選手）
- 本間武男（版画家、イラストレーター）
- 毛利信男（物理学者、東京大学元教授。毛利衛は弟）
- 毛利衛（宇宙飛行士。日本科学未来館館長、日本宇宙少年団団長など。毛利信男は兄）
- 和田徹三（詩人、英文学者）

### ゆかりのある人物
- 伊藤整（作家）
- 落希一郎（ワイン醸造家、篤農家）
- 笠谷幸生（スキージャンプ選手。札幌オリンピック金メダリスト）
- 幸田露伴（小説家）
- 竹鶴威（ニッカウヰスキー元社長。竹鶴政孝の養子）
- 竹鶴リタ（竹鶴政孝の妻）
- 船山馨（作家）
- 馬渡新平（陶芸家）
- 水田竜子（演歌歌手。余市観光応援大使）
- 義家弘介（衆議院議員。元参議院議員、教育者）
- 吉川貴盛（衆議院議員）

## 参考資料
- “第4次余市町総合計画” (PDF).   余市町 (2012年). 2017年4月22日閲覧。
- “余市町勢要覧” (PDF).   余市町 (2012年). 2017年3月13日閲覧。
- “余市町観光振興計画「よいち魅力再発見」” (PDF).   余市町 (2013年). 2017年4月22日閲覧。
- “余市町観光振興計画（平成30年度～平成34年度）「よいち魅力発信」”.   余市町 (2018年). 2020年5月21日閲覧。
- “余市町地域防災計画” (PDF). 余市町防災会議.   余市町 (2016年). 2017年4月22日閲覧。
- “余市町地域防災計画　令和2年2月” (PDF).   余市町 (2020年). 2020年5月21日閲覧。